# Glory (album)
Pour les articles homonymes, voir Glory.
Albums de Britney Spears
Britney Jean
(2013)
Singles
1. Make Me…
Sortie : 15 juillet 2016
2. Slumber Party
Sortie : 16 novembre 2016
3. Mood Ring
Sortie : 27 juin 2020
4. Swimming in the Stars
Sortie : 2 décembre 2020
5. Matches
Sortie : 18 décembre 2020

Glory est le neuvième album studio de la chanteuse américaine Britney Spears, sorti le 26 août 2016. La chanteuse a commencé à travailler sur l'album en 2014, elle a également renouvelé son contrat d'enregistrement avec RCA Records. Faute de temps pour l'achèvement de l'album, Spears a poursuivi ses enregistrements en 2015 et 2016, ce qui lui a donné l'occasion de créer un de ses albums préférés.
L'album a reçu des critiques généralement très positives. Make Me... a servi comme premier single à partir du 15 juillet 2016. Il a démarré en 17e position dans le Billboard Hot US 100 durant 2 semaines non consécutives. Glory débute à la 3e position aux États-Unis, se vendant à 111 000 exemplaires lors de sa première semaine. Il a atteint la première place au Mexique, au Brésil, en Irlande, en Italie et dans d'autres pays ainsi que la 2e place au Royaume Uni, en Espagne et en Autriche. C'est à la 3e position que démarre Glory en Allemagne, en Russie et au Portugal. L'album a également intégré le top 10 de nombreux autres pays à travers le monde dont la France où il atteint la position numéro 6. 
Pour le promouvoir, Spears a fait plusieurs apparitions télévisés comme les MTV Video Music Awards 2016.
Glory a été réédité en 2020, l’édition standard est sortie le 29 mai et l’édition deluxe est sortie le 4 décembre. Mood Ring est sorti en tant que troisième single promotionnel de l’album le 27 juin 2020, près de quatre ans après la sortie originale de l’album et atteint le top 20 en France tout comme  Swimming in the Stars qui est sorti en tant que quatrième single promotionnel le 2 décembre 2020. Matches est sorti en tant que cinquième et dernier single promotionnel le 18 décembre 2020.

## Genèse et développement
Un an après la sortie de son huitième album studio Britney Jean, Britney révèle dans une interview du Billboard le 13 mars 2015, qu'un nouvel album est en composition : « Je vais faire un nouvel album lentement mais sûrement. J'ai beaucoup de choses à faire avec mes enfants, l'école et l'ajout de nouveaux sports. Je vais essayer de faire de mon mieux pour faire un album incroyable. Mais ce n'est pas ma priorité absolue en ce moment. »
En mai 2015, Britney Spears et Iggy Azalea collaborent sur la chanson Pretty Girls, puis elle travaille sur de nouvelles chansons pendant deux ans, tout en jonglant avec sa résidence à Las Vegas, Britney: Piece of Me.
Le 20 février 2016, Larry Rudolph, son manager de longue date, révèle que l'album est « environ 80 % terminé » et qu'il prend l'influence du son de The Weeknd.
Un mois plus tard, Britney pose pour la couverture du 100e numéro du magazine V dans lequel, elle affirme que ce nouvel album est la meilleure chose qu'elle ait faite depuis longtemps.

« Honnêtement, je suis très attachée a cet album. C'est mon bébé, et donc je veux vraiment bien faire les choses. Je préférerais attendre que ce soit complètement comme je veux que ce soit, si cela doit prend une autre année, ou deux mois, j'attendrais. Je ne sais pas encore à ce point. Mais je sais juste que la direction que je prends est excellente. C'est la meilleure chose que j'ai faite depuis longtemps. Je suis fier du travail accompli, et il est très différent; ce n'est pas du tout ce à quoi vous pensez. Mais je ne veux pas précipiter les choses. Je veux juste qu'il soit parfait, de sorte que mes fans l'apprécient vraiment »

— Britney Spears à propos de son neuvième album.
Enregistrement
Le 5 juillet 2015, DJ Mustard est vu en studio avec la chanteuse. Dans une interview avec ThisIsMax, il dit : « Je ne l'ai pas encore dit, mais j'ai été en studio avec Britney Spears. C'est plus difficile que dur - c'est un film. »
L'artiste apparaît, une fois de plus, dans les studios, mais cette fois avec le producteur et compositeur Burns qui a notamment travaillé avec les Spice Girls, Michael Jackson et les Pussycat Dolls. Celui-ci est le producteur du premier single de Britney Spears soit Make Me.... Robin Leach, journaliste du Las Vegas Sun, affirme : « La chanson va ravir les fans, car c'est tout nouveau, tout à fait différent et quelque peu inattendu. C'est différent ; c'est un renouveau. Elle est partie de la pop assez simple à une ambiance très intéressante avec beaucoup de trucs vraiment cools. »
Au cours des Chart Beat podcast Billboard, Joe Riccitelli, le directeur de RCA Records, atteste, sur le nouvel album de Britney Spears, avoir « entendu quatre ou cinq chansons qui vont juste devenir de grands succès. Elle a trouvé une très bonne voie, et elle travaille avec quelques nouveaux jeunes producteurs ».
Le parolier et producteur Jason Evigan révèle, au BMI Awards 2016, avoir travaillé avec Britney sur une chanson qui s’appellerait Man on the Moon.
Le 30 octobre 2015, Britney Spears a partagé ce tweet à propos de son album : « Je viens juste de terminer l'enregistrement de certaines voix. J'aime cette chanson. Elle me fait sourire, et j'espère qu'elle vous fera sourire aussi... #B9 ».
Lors du lancement d'une de ses publicités Britney Spears ajoute : « Private Show est une chanson sexy et favorise le sentiment sexy et pour les filles de se sentir vivante. Je pense que le parfum est certainement une combinaison de toutes ces choses », le 12 juillet 2016 à ET.
Composition
Le 2 juillet 2015, la parolière canadienne, Chantal Kreviazuk, qui a travaillé entre autres avec Gwen Stefani, Kelly Clarkson et Drake, a affiché, via son compte Instagram, une photo d'elle et de Britney dans les studios d'enregistrements.
Le 3 novembre 2015, Britney Spears donne aux fans des nouvelles, sur ce qui se passe avec le neuvième album. Elle apparaît sur une photo aux côtés de Justin Tranter et de Julia Michaels dans les studios. Les deux auteurs-compositeurs ont co-écrit plusieurs titres sur Revival de Selena Gomez et This Is What the Truth Feels Like de Gwen Stefani. Ils ont également aidé à la rédaction de Sorry de Justin Bieber.

## Promotion
Comme à son habitude, Britney Spears sort un nouveau parfum en même temps que la sortie d'un nouvel album. Elle commercialise son vingtième parfum, Private Show, au mois de juin. Ce dernier est, justement, le nom de l'un de ses nouveaux singles. Le 13 juillet 2016, via les réseaux sociaux et l'émission américaine Entertainment Tonight, Britney Spears dévoile la publicité du parfum, qui a pour bande son sa nouvelle chanson.
Britney Spears dévoile, via Twitter, la date de sortie, le nom de l'album. Elle annonce également que l'album est disponible en pré-commande sur Apple Music dès le 4 août 2016. La pochette vient tout droit du clip Make Me...
Glory fuite une semaine avant la sortie officielle et est téléchargé plus de 200 000 fois illégalement.
Le 26 août 2016, Glory arrive directement à la première place des albums les plus achetés sur Itunes dans plus de soixante pays. Pour promouvoir Glory, Britney fait plusieurs apparitions dans des émissions tels que : Jimmy Kimmel le 3 août, où elle réveille le présentateur en pleine nuit en interprétant son premier single Make Me... Le 25 août, elle participe à l'émission Carpool Karaoké, un passage très remarqué car il comptabilise plus de 13 millions de vues sur YouTube en 48 heures, le 28 août pour les MTV Video Music Awards 2016,, puis une performance de 30 minutes pour le iHeartRadio Music Festival 2016, le 24 septembre au T-Mobile Arena. 
Le 1er septembre, Spears est apparu dans le Today Show pour une entrevue et pour les performances de Make Me... et Do You Wanna Come Over? Le 8 septembre, Spears est apparu dans The Ellen DeGeneres Show. Le 27 septembre, Spears a joué au Apple Music Festival à Londres. Le 1er octobre, Spears est apparu sur le spectacle de Jonathan Ross pour une entrevue et pour exécuter Make Me..., marquant sa première performance sur la télévision britannique depuis 2008. Elle fait également une performance au KIIS-FM Jingle Ball, au Triple Ho Show 7.0 et au B96 Pepsi Jingle Bash Festival  B96 Jingle Bashh le 2, 3 et 10 décembre pour la continuité de sa promotion.

### Singles
Le premier single extrait de l'album, Make Me... en collaboration avec G-Eazy et produit par Burns, est sorti le 15 juillet 2016. Le clip a été tourné le 2 et 3 juin 2016 par David LaChapelle mais a été finalement annulé et remplacé par un nouveau clip de Randee St. Nicholas qui a lancé une vive polémique au sein des fans qui ont lancé une pétition pour que le projet de LaChapelle soit finalisé et officiellement diffusé,. Le deuxième single officiel est une version remixé de Slumber Party en duo avec Tinashe.
Singles promotionnels
Le premier single promotionnel est Private Show qui est sorti le 4 août 2016, il sert également à la promotion du parfum du même nom. Le label de Britney, Jive déclare sur Twitter le mardi 9 août 2016, qu'un nouvel extrait de l'album de Britney sera dévoilé le jeudi 11 août 2016 et qu'il s'appelle Clumsy. Pour finir la promotion de la pré-commande de l'album, un dernier extrait, Do You Wanna Come Over?, est confirmé par la star elle-même, le 15 août, pour une sortie le 18 août 2016.

### Piece of Me Tour
Outre l'ajout de quelques musiques de l'album à sa résidence de Las Vegas, Britney: Piece of Me. Grâce au succès rencontré à Las Vegas, Britney Spears lance sa neuvième tournée pour présenter sa résidence outre Atlantique le 3 juin 2017. La tournée a été officiellement annoncée le 28 mars, après six années d'absence sur les scènes du monde entier. Cette tournée commence au Japon, quatorze ans après son dernier passage lors du Dream Within a Dream Tour en 2002 et marque également ses premières performances aux Philippines, en Israël, en Taiwan, en Thaïlande, en Chine, et à Singapour.
Le 22 décembre 2017, avant la fin de sa résidence à Las Vegas, Britney Spears annonce une nouvelle série de concerts qui se poursuit en Europe, tout en communiquant sa participation pour le festival danois qui a lieu le 8 août 2018. Le 23 janvier 2018, Britney Spears a annoncé des dates supplémentaires pour l'Amérique du Nord, l'Europe et le Royaume-Uni.

## Critique
Le site de critique Américain "SLANT" donne la note de 3 étoiles et demi sur 5, il est également élu comme meilleur album de l'année et Glory devient l'album de la princesse de la pop le mieux noté sur Métacritic avec une note globale de 74 sur 100, contre 50 sur 100 pour Britney Jean.
En France, les critiques sont plus mitigées et moins élogieuses, jugeant l'album pas à la hauteur des espérances mais cachant de belles pépites. Le site MCM est particulièrement élogieux avec la pop star, en jugeant cet album comme étant celui de la renaissance.
La voix de Britney est généralement critiquée positivement. Le Los Angeles Times remarque une « grande amélioration » dans le chant au contraire de Britney Jean, en remarquant que « la nature même du chant [...] rend le moment glorieux ». Le Boston Globe fait remarquer que Britney s'est « entièrement investie dans sa performance vocale » sur l'album et The New York Times décrit la chanteuse comme étant « plus impliquée, plus présente, qu'elle ne l'a jamais été depuis une dizaine d'années »,. Rolling Stone juge positivement le chant de Britney Spears, depuis In the Zone, en notant « qu'elle n'a pas chanté avec sa voix si habilement depuis Toxic ». Entertainment Weekly a décrit sa performance comme « la plus engageante vocalement » depuis une dizaine d'années et a noté que Spears est « plus présente et enthousiaste qu'elle a pu l'être au cours des dernières années ». Idolator décrit Spears chantant « plus lucide et engagée qu'elle l'a été au cours des années ». Slant Magazine écrit que Spears a une « volonté d'étirer sa performance vocale et d'explorer de nouveaux terrains sonores », mais a également fait remarquer que, parfois, cette volonté « surligne ses lacunes ».
Performance commercialement
Glory s'est vendu au total à 111.000 d'unités lors de sa première semaine aux États-Unis en atteignant la 3e place des ventes.  Au Royaume-Uni et en Irlande, Glory a débuté numéro 2 et numéro 1 respectivement, devenant son plus haut album dans ces pays depuis Blackout en 2007 . En Allemagne, l'album a débuté numéro 3, devenant son album le plus élevé depuis 13 ans, lors de la sortie de In the Zone en 2003. En Italie, l'album a débuté numéro 1, devenant le premier album de Britney à atteindre le sommet des charts italien.

## Liste des pistes
| 1.  | Invitation                        | Julia Michaels, Justin Tranter    | Monson                       | 3:20 |
| 2.  | Make Me… (featuring G-Eazy)       | Spears, Burns, G-Eazy, Joe Janiak | Burns                        | 3:51 |
| 3.  | Private Show                      | Spears, Marie Michaels            | Fyre Young                   | 3:54 |
| 4.  | Man on the Moon                   | Jason Evigan, Ilsey Juber         | Evigan                       | 3:46 |
| 5.  | Just Luv Me                       | Spears, Magnus August Hoebers     | RoboPop, Cashemere Cat       | 4:01 |
| 6.  | Clumsy                            | Spears, Talay Riley               | Warren Felder, Alex Nice     | 3:02 |
| 7.  | Do You Wanna Come Over?           | Alexander Rene Chila              | Mattman & Robin              | 3:23 |
| 8.  | Slumber Party (featuring Tinashe) | Spears, Ilya Salmanzadeh          | Ilya Salmanzadeh             | 3:35 |
| 9.  | Just Like Me                      | Spears, Monson, Tranter, Michaels | Monson                       | 4:02 |
| 10. | Love Me Down                      | Spears, Evan Bogart               | Andrey Goldstein             | 3:18 |
| 11. | Hard to Forget Ya                 | Brittany Coney Denisia Andrews    | Görres, Kirkpatrick, Mischke | 3:30 |
| 12. | What You Need                     | Williams, Winfrey Smith           | Tramain Winfrey              | 3:07 |

| 1.  | Invitation                        | Julia Michaels, Justin Tranter     | Monson                               | 3:20 |
| 2.  | Make Me… (featuring G-Eazy)       | Spears, Burns, G-Eazy, Joe Janiak  | Burns                                | 3:51 |
| 3.  | Private Show                      | Spears, Marie Michaels             | Fyre Young                           | 3:54 |
| 4.  | Man on the Moon                   | Jason Evigan, Ilsey Juber          | Evigan                               | 3:46 |
| 5.  | Just Luv Me                       | Spears, Magnus August Hoebers      | RoboPop, Cashemere Cat               | 4:01 |
| 6.  | Clumsy                            | Spears, Talay Riley                | Warren Felder, Alex Nice             | 3:02 |
| 7.  | Do You Wanna Come Over?           | Alexander Rene Chila               | Mattman & Robin                      | 3:23 |
| 8.  | Slumber Party (featuring Tinashe) | Spears, Ilya Salmanzadeh           | Ilya Salmanzadeh                     | 3:35 |
| 9.  | Just Like Me                      | Spears, Monson, Tranter, Michaels  | Monson                               | 4:02 |
| 10. | Love Me Down                      | Spears, Evan Bogart                | Andrey Goldstein                     | 3:18 |
| 11. | Hard to Forget Ya                 | Brittany Coney Denisia Andrews     | Görres, Kirkpatrick, Mischke         | 3:30 |
| 12. | What You Need                     | Williams, Winfrey Smith            | Tramain Winfrey                      | 3:07 |
| 13. | Mood Ring                         | Spears, Jon Asher, Melanie Fontana | DJ Mustard, Twice as Nice, Jon Asher | 3:49 |

| 1.  | Invitation                  | Julia Michaels, Justin Tranter    | Monson                       | 3:20 |
| 2.  | Do You Wanna Come Over?     | Alexander Rene Chila              | Mattman & Robin              | 3:23 |
| 3.  | Make Me… (featuring G-Eazy) | Spears, Burns, G-Eazy, Joe Janiak | Burns                        | 3:51 |
| 4.  | Private Show                | Spears, Marie Michaels            | Fyre Young                   | 3:54 |
| 5.  | Man on the Moon             | Jason Evigan, Ilsey Juber         | Evigan                       | 3:46 |
| 6.  | Just Luv Me                 | Spears, Magnus August Hoebers     | RoboPop, Cashemere Cat       | 4:01 |
| 7.  | Clumsy                      | Spears, Talay Riley               | Warren Felder, Alex Nice     | 3:02 |
| 8.  | Slumber Party               | Spears, Ilya Salmanzadeh          | Ilya Salmanzadeh             | 3:35 |
| 9.  | Just Like Me                | Spears, Monson, Tranter, Michaels | Monson                       | 4:02 |
| 10. | Love Me Down                | Spears, Evan Bogart               | Andrey Goldstein             | 3:18 |
| 11. | Hard to Forget Ya           | Brittany Coney Denisia Andrews    | Görres, Kirkpatrick, Mischke | 3:30 |
| 12. | What You Need               | Williams, Winfrey Smith           | Tramain Winfrey              | 3:07 |

| 13. | Better                            | Michaels, Tranter, Michael Tucker          | Bloodpop Mischke       | 3:09 |
| 14. | Change Your Mind (No Seas Cortés) | Fredriksson, Michaels, Tranter             | Mattman,Robin, Mischke | 3:00 |
| 15. | Liar                              | Evigan,Breyan Isaac Nash Overstreet        | Evigan                 | 3:16 |
| 16. | If I'm Dancing                    | Spears, Ian Kirkpatrick                    | Kirkpatrick, Mischke   | 3:24 |
| 17. | Coupure Électrique                | Spears, Nathalia Marshall, Rachael Kennedy | Shipp, Mischke         | 2:20 |

| 18. | Mood Ring | Spears, Jon Asher, Melanie Fontana | DJ Mustard, Twice as Nice, Jon Asher | 3:49 |

| 1.  | Work Bitch                            | Spears, will.i.am, Otto Jettman, Sebastian Ingrosso, Preston, Ruth-Anne Cunningham                           | Ingrosso, Otto Knows, will.i.am, Preston | 4:07 |
| 2.  | Womanizer                             | Nikesha Briscoe, Rafael Akinyemi                                                                             | K.Briscoe, The Outsyders                 | 3:43 |
| 3.  | Piece of Me                           | Pontus Winnberg, Klas Åhlund, Christian Karlsson, Britney Spears                                             | Bloodshy & Avant                         | 3:32 |
| 4.  | Me Against the Music (Dragon Man Mix) | Spears, Madonna, C. "Tricky" Stewart, Thabiso "Tab", Nikhereanye, Penelope Magnet, Terius Nash, Gary O'Brien | Trixster, Magnet                         | 3:45 |
| 5.  | Gimme More                            | Nate Hills, James Washington, Keri Hilson, Marcella Araica                                                   | Danja, Jim Beanz, Hilson                 | 4:11 |
| 6.  | Everytime                             | Spears, Annette Stamatelatos                                                                                 |                                          | 3:51 |
| 7.  | ...Baby One More Time                 | Max Martin                                                                                                   | Max Martin, Rami                         | 3:32 |
| 8.  | Oops!... I Did It Again               | Max Martin Rami                                                                                              | Max Martin, Rami                         | 3:33 |
| 9.  | Boys                                  | Chad Hugo, Pharrell Williams                                                                                 | The Neptunes                             | 3:47 |
| 10. | Get Naked (I Got a Plan)              | Corte "The Author", Ellis Hills, Araica                                                                      | Danja, Beanz                             | 4:45 |
| 11. | I'm a Slave for You                   | Hugo, Williams                                                                                               | The Neptunes                             | 3:25 |
| 12. | Freakshow                             | Spears, Karlsson, Winnberg, Jonback, Lewis, J. Que                                                           | Bloodshy & Avant, The Clutch             | 2:55 |
| 13. | Do Somethin'                          | Karlsson, Winnberg, Jonback, Angela Hunte                                                                    | Bloodshy & Avant                         | 3:22 |
| 14. | Circus                                | Lukasz Gottwald, Claude Kelly, Benjamin Levin                                                                | Dr. Luke, Benny Blanco                   | 3:12 |
| 15. | If U Seek Amy                         | Max Martin, Shellback, Savan Kotecha, Alexander Kronlund                                                     | Max Martin                               | 3:37 |
| 16. | Breathe on Me                         | Lee, Anderson, Greene                                                                                        | Mark "Metro" Taylor                      | 3:43 |
| 17. | Touch of My Hand                      | Lee, Anderson, Greene                                                                                        | Mark "Metro" Taylor                      | 3:43 |
| 18. | Toxic                                 | Dennis, Karlsson, Winnberg, Jonback                                                                          | Bloodshy & Avant                         | 3:21 |
| 19. | Stronger                              | Max Martin, Rami Yacoub                                                                                      | Max Martin, Rami Yacoub                  | 3:23 |
| 20. | (You Drive Me) Crazy                  | David Kreuger, Jörgen Elofsson, Max Martin, Per Magnusson, Jörgen Elofsson                                   | Max Martin                               | 3:20 |
| 21. | Till the World Ends                   | Alexander Kerlund, Ke$ha, Dr Luke, Max Martin                                                                | Dr Luke, Max Martin, Billboard           | 3:58 |

## Personnel
- Denisea Andrews - chœurs
- Jon Asher - producteur vocal, chœurs
- Jessica Ashley - chœurs
- Venus Barr - claviers, producteur
- Erik Belz - ingénieur vocal assistant
- Bloodpop - producteur
- Dan livre - producteur vocal
- Trevor Brown - chœurs
- Burns - ingénieur, producteur
- Cashmere Cat - instrumentation, producteur, programmation
- Maddox Chhim - assistant de mélange
- Bretagne Coney - chœurs
- John Cranfield - ingénieur
- Alex DeGroot - ingénieur vocal assistant
- Aaron Dobos - ingénieur vocal
- Ed Drewett - chœurs
- Jason Evigan - instrumentation, producteur, ingénieur vocal, producteur vocal, chœurs
- Vanessa Evigan - chœurs
- Victoria Evigan - chœurs
- Benny Faccone - assistant ingénieur, ingénieur assistant vocal
- Warren Felder - producteurs, chœurs
- Robin Florent - ingénieur de mixage
- Melanie Fontana - chœurs
- Ina Forsberg - chœurs
- Sterling Fox - guitare, chœurs
- Franc Livvi - chœurs
- Robin Fredriksson - basse, cuivres, batterie, guitare, battements de mains, kalimba, marimba, percussion, producteur, programmation, snaps, synthétiseur, ingénieur vocal, producteur vocal
- Michael Freeman - mélange assistant
- G-Eazy - chant rap
- Chris Galland - ingénieur de mixage
- Serban Ghenea - mélange
- Andrew Goldstein - ingénieur, claviers, producteur, programmation
- Erwin Gorostiza - directeur créatif
- Oscar Görres - basse, guitare, percussions, producteur, programmation, shaker, snaps, synthétiseur, ingénieur vocal, producteur vocal, chœurs
- Angella Grossi - chœurs
- John Hanes - ingénieur, ingénieur de mélange
- Breyan Isaac - chœurs
- Jeff Jackson - ingénieur de mixage
- Jermaine Jackson - chœurs
- Joe Janiak - chœurs
- Kathleen Janzen - chœurs
- Jaycen Joshua - mélange
- Ilsey Juber - chœurs
- Rob Katz - ingénieur assistant vocal
- Ian Kirkpatrick - producteurs, programmation, chœurs
- Zaïre Koalo - chœurs
- Dave Kutch - mastering
- Karen Kwak - A & R, producteur exécutif
- Mattias Larsson - basse, cuivres, batterie, guitare, battements de mains, kalimba, marimba, percussion, producteur, programmation, snaps, synthétiseur, ingénieur vocal, producteur vocal
- Marcus Lomax - chœurs
- Kevin Luu - assistant ingénieur, ingénieur assistant vocal
- MadDog - instrumentation, producteur, programmation
- Richard Madenfort - ingénieur, claviers, programmation, chœurs
- Manny Marroquin - mélange
- Nathalia Marshall - aide à la production vocale
- Rick Marty - guitare, mélange, producteur
- Julia Michaels - chœurs
- Mischke - ingénieur vocal, producteur vocal, chœurs
- Nick Monson - producteur
- David Nakaji - assistant de mélange
- Alex Niceford - producteur
- Randee St. Nicholas - photographie
- Jason Patterson - ingénieur vocal assistant
- Phoebe Ryan - chants de base
- Linda Pritchard - chœurs
- Benjamin Rice - ingénieur vocal
- Talay Riley - chœurs
- Robopop - instrumentation, producteur, programmation
- James Royo - ingénieur
- Lance Shipp - Podorythmie
- Venus Shipp - chœurs, assistant ingénieur
- Aube âme - chœurs, programmation
- Britney Spears - chœurs, voix principale, auteure
- Mark "Spike" Stent - mélange
- Gavin Taylor - direction artistique, conception
- Isaiah Tejada - assistant ingénieur
- Pat Thrall - producteur vocal
- Carla Marie Williams - chœurs
- Tramaine "Youngfyre" Winfrey - producteur, chœurs
- Sadaharu Yagi - ingénieur vocal assistant

## Classements et certifications
| Pays               | Meilleure Position | Certification | Chiffres |
| ------------------ | ------------------ | ------------- | -------- |
| Afrique du Sud     | 20                 |               |          |
| Allemagne          | 3                  |               | 15 000   |
| Argentine          | 1                  |               | 5 000    |
| Australie          | 4                  |               | 8 000    |
| Autriche           | 2                  |               | 1 000    |
| Belgique (Fr)      | 3                  |               | 12 000   |
| Belgique (Nl)      | 4                  |               | 12 000   |
| Brésil             | 1                  | Platine       | 45 000   |
| Canada             | 4                  |               | 20 000   |
| Colombie           | 6                  |               |          |
| Corée du Sud       | 1                  |               | 1 000    |
| Croatie            | 18                 |               |          |
| Danemark           | 35                 |               |          |
| Écosse             | 4                  |               |          |
| Espagne            | 2                  |               | 4 000    |
| Estonie            | 8                  |               |          |
| États-Unis         | 3                  |               | 250 000  |
| Finlande           | 8                  |               |          |
| France             | 6                  |               | 20 000   |
| Grèce              | 28                 |               |          |
| Hong Kong          | 1                  |               |          |
| Hongrie            | 10                 |               |          |
| Irlande            | 1                  | Or            | 11 000   |
| Italie             | 1                  |               | 6 000    |
| Japon              | 4                  |               | 17 500   |
| Mexique            | 1                  | Or            | 30 000   |
| Norvège            | 10                 |               |          |
| Nouvelle-Zélande   | 8                  |               | 1 000    |
| Pays-Bas           | 8                  |               | 2 000    |
| Philippines        | 1                  |               |          |
| Pologne            | 12                 |               |          |
| Portugal           | 3                  |               |          |
| République tchèque | 1                  |               |          |
| Royaume-Uni        | 2                  |               | 20 000   |
| Russie             | 3                  |               |          |
| Suède              | 12                 |               |          |
| Suisse             | 4                  |               | 1 000    |
| Taïwan             | 1                  | Platine       | 14 000   |
| Thaïlande          | 1                  |               |          |
| Venezuela          | 1                  | Or            | 5 000    |

## Historique de sortie
| Pays         | Date              | Format             | Label                            | Édition(s) |
| ------------ | ----------------- | ------------------ | -------------------------------- | ---------- |
| Monde        | 26 août 2016      | Standard, deluxe   | CD, téléchargement numérique, LP | RCA        |
| Corée du Sud | 30 août 2016      | Édition japonaise  | CD, téléchargement numérique, LP | Sony       |
| Japon        | 14 septembre 2016 | Édition japonaise  | CD, téléchargement numérique, LP | Sony       |
| Japon        | 31 mai 2017       | Édition Japan Tour | Double CD                        | Sony       |
| Chine        | 18 juin 2017      | Édition Japan Tour | Double CD                        | Sony       |
| Monde        | 29 mai 2020       | Réédition 2020     | téléchargement numérique         | RCA        |
| Monde        | 7 décembre 2020   | Réédition 2020     | vinyle                           | RCA        |